# رفیق بودربال
رفیق بودربال (انگلیسی: Rafik Bouderbal؛ زادهٔ ۱۹ سپتامبر ۱۹۸۷) بازیکن فوتبال اهل الجزایر است.
از باشگاه‌هایی که در آن بازی کرده‌است می‌توان به باشگاه فوتبال وفاق سطیف، باشگاه فوتبال اتحاد الجزایر، و باشگاه فوتبال لوریان اشاره کرد.